# 南川文里
南川 文里（みなみかわ　ふみのり、1973年 - ）は、日本の社会学者。専門は歴史社会学、エスニシティ、アメリカ合衆国地域研究。同志社大学大学院教授。元日本アメリカ史学会運営代表。大平正芳記念賞等受賞。

## 人物
愛知県出身。愛知県立旭丘高等学校卒。一橋大学社会学部卒。一橋大学大学院社会学研究科博士課程後期課程単位取得退学。日本学術振興会特別研究員、カリフォルニア大学ロサンゼルス校アジア系アメリカ人研究センター客員研究員、神戸市外国語大学英米学科准教授、カリフォルニア大学バークレー校エスニックスタディーズ学部客員研究員等を経て、2016年から立命館大学国際関係学部教授。2017年日本アメリカ史学会編集委員会代表。2019年トロント大学ムンク国際問題公共政策大学院客員教授。2021年日本アメリカ史学会運営代表 。2022年同志社大学大学院グローバル・スタディーズ研究科アメリカ研究クラスター教授。
専門は歴史社会学で、一橋大では国際社会学の梶田孝道教授やアメリカ史の辻内鏡人教授、都市社会学の町村敬志教授のゼミナールに所属。アメリカ合衆国の多文化主義やエスニシティの問題に詳しく、論文「アメリカの人種エスニック編成における日系エスニシティ－－エスニシティ、人種、ナショナリズムの相互関係をめぐる歴史社会学的研究」により一橋大学博士（社会学）の学位を取得。『日系アメリカ人の歴史社会学―エスニシティ・人種・ナショナリズム』で日本都市社会学会若手奨励賞受賞。『未完の多文化主義：アメリカにおける人種、 国家、多様性』で大平正芳記念賞、アメリカ学会中原伸之賞受賞。

## 著書
- 『「日系アメリカ人」の歴史社会学―エスニシティ、人種、ナショナリズム』彩流社 (2007/06)
- 『アメリカ多文化社会論: 「多からなる一」の系譜と現在』法律文化社 (2016/2/1)
- 『マルチ・エスニック・ジャパニーズ : ○○系日本人の変革力』（佐々木てる, 駒井洋と共編著）明石書店 (2016/5)
- 『未完の多文化主義 : アメリカにおける人種、国家、多様性』東京大学出版会 (2021/1)